# Боббі Джиндал
Піюш «Боббі» Джиндал (англ. Piyush «Bobby» Jindal; нар. 10 червня 1971, Батон-Руж, штат Луїзіана, США) — американський політик від Республіканської партії. Член Палати представників США (2005—2008), губернатор Луїзіани (14 січня 2008 — 11 січня 2016).

## Дитинство і юність
Джиндал є сином індійських іммігрантів, які переїхали до США у 1970 році. З дитинства (з 1975) називає себе Боббі — на честь одного з персонажів телевізійного шоу The Brady Bunch («Сімейка Брейді»). Виріс в індуїстській вірі, але у підлітковому перейшов у католицизм.

## Освіта
Закінчив середню школу в Батон-Ружі (1987), Браунівський університет (1991, з відзнакою), де спеціалізувався в галузі біології та публічної політики. Отримав престижну стипендію Родса для навчання в Оксфордському університеті (Велика Британія), який закінчив у 1994, отримавши диплом в галузі політичних наук.

## Політичні переконання
Джиндал належить до соціально-консервативного і економічно-ліберального крила Республіканської партії. Противник економічної політики президента Обами. Він також виступає проти абортів та одностатевих шлюбів, підтримує викладання креаціонізму в школах.